# Jolanda Čeplaková
Jolanda Čeplaková, rozená Steblovniková (* 12. září 1976, Celje) je bývalá slovinská atletka, mistryně Evropy a halová mistryně Evropy v běhu na 800 metrů.
Na letních olympijských hrách v Athénách 2004 získala bronzovou medaili. Cílem proběhla v čase 1:56,43 stejně jako Maročanka Hasna Benhassiová, té však cílová fotografie přidělila stříbro. Olympijskou vítězkou se stala Britka Kelly Holmesová, která byla o pět setin rychlejší. 18. června 2007 měla v Monte Carlu pozitivní dopingovou zkoušku na zakázanou látku erythropoetin, známější jako EPO. Později dostala dvouletý trest, který jí vypršel 24. července 2009.

## Osobní rekordy
V roce 2002 na halovém mistrovství Evropy ve Vídni překonala časem 1:55,82 světový rekord Christine Wachtelové z bývalé NDR 1:56,40 z roku 1988 a získala zlatou medaili. Na druhé místo světových halových tabulek se tehdy posunula také Rakušanka Stephanie Grafová, která získala stříbro v čase 1:55,85.
Dráha
- Běh na 800 metrů – (1:55,19 – 20. července 2002, Heusden-Zolder

Hala
- Běh na 800 metrů – (1:55,82 – 3. března 2002, Vídeň)  (Současný světový rekord)